# Canarium album
Canarium album es una especie de árbol perteneciente a la familia  Burseraceae. Sus granos y pulpa del fruto son comestibles. Es originaria de Indochina.
Esta especie produce una fruta, a veces llamada "aceituna" o "aceituna blanca", pero sin relación con el Verdadero olivo; se consume en Vietnam (trám trắng, fruit quả trám), Tailandia (donde se lo conoce como nam liap (หนำเลี้ยบ), samo chin (สมอจีน) o kana (กา น้า)).

## Usos
La pulpa del fruto y sus semillas son comestibles, con un fuerte sabor resinoso cuando están frescas. El aceite, de uso culinario, se puede extraer de la semilla. Con la fruta se pueden elaborar conservas, tanto dulces como mermeladas o conservas en escabeche. Cultivado principalmente en Tailandia, el cultivo se ha introducido en menor escala en Fiji y el norte de Queensland en Australia. Su fruto, resina y semilla se exportan a Europa donde se utilizan en la fabricación de barnices y jabón.
- Datos: Q5157337
- Multimedia: Canarium album / Q5157337
- Especies: Canarium album